# Campeonato Tocantinense de Futebol Feminino de 2021
O Campeonato Tocantinense Feminino de 2021 foi a vigésima edição deste evento esportivo, principal torneio estadual de futebol feminino organizado pela Federação Tocantinense de Futebol (FTF). Foi disputado por seis equipes entre os dias 27 de novembro e 24 de dezembro.
O campeonato começou a ser disputado no dia 27 de novembro e terminou em 24 de dezembro. Nesta edição, o Paraíso sagrou-se campeão pela sexta vez, vencendo a decisão contra o 100 Limites no estádio José Pereira Rêgo pelo placar de 4–0.

## Formato e participantes
O Campeonato Tocantinense Feminino de 2021 foi disputado por seis agremiações em três fases distintas: na primeira, os participantes se enfrentaram em turno único. Após cinco rodadas, os quatro primeiros se qualificaram para as semifinais, disputadas entre o clube melhor colocado na primeira fase e o quarto melhor e entre o segundo e o terceiro. Os vencedores avançaram para a final. Esta terceira e última fase foi disputada também em partida única, com o mando de campo da última partida para o clube com melhor campanha. As seis agremiações que participaram desta edição foram:
| Equipe      | Cidade               | Títulos                           |
| ----------- | -------------------- | --------------------------------- |
| 1.º BPM     | Palmas               | —                                 |
| 100 Limites | Araguaína            | —                                 |
| Almas       | Almas                | —                                 |
| Capital-TO  | Palmas               | —                                 |
| Interporto  | Porto Nacional       | —                                 |
| Paraíso     | Paraíso do Tocantins | 5 (1994, 2013, 2016, 2017 e 2020) |

## Resultados

### Fases finais
|  | Semifinais  | Semifinais  |   |  | Final   | Final |  |
|  |             |             |   |  |         |       |  |
|  |             |             |   |  |         |       |  |
|  | Paraíso     | 1           |   |  |         |       |  |
|  | 1.º BPM     | 0           |   |  |         |       |  |
|  |             |             |   |  |         |       |  |
|  |             |             |   |  |         |       |  |
|  |             |             |   |  | Paraíso | 4     |  |
|  |             | 100 Limites | 0 |  |         |       |  |
|  |             |             |   |  |         |       |  |
|  |             |             |   |  |         |       |  |
|  |             |             |   |  |         |       |  |
|  |             |             |   |  |         |       |  |
|  | 100 Limites | 2           |   |  |         |       |  |
|  | Capital-TO  | 0           |   |  |         |       |  |